# 内田有紀 パーフェクト・ベスト
「内田有紀 パーフェクト・ベスト」（うちだゆき - ）はレコード会社主導による内田有紀のベスト・アルバム。

## 解説
13年ぶりの新作となる本作は1997年のベスト・アルバム『Present』発売後に制作された2曲のシングル「ハートブレイク スナイパー」「楽園」を含む全17曲。表題曲シングル10曲、カップリング3曲、アルバム収録曲4曲から構成される。

## 収録曲
1. TENCAを取ろう! -内田の野望-
2. だから恋ってやめられない!
3. 恋愛セラピスト
4. 明日は明日の風が吹く
5. ありがとう
6. Only You
7. BABY'S GROWING UP
8. 19 NINETEEN
9. たぶん・そうね・きっと
10. 遠い記憶
11. 幸せになりたい
12. EVER&EVER
13. 「アイシテル」
14. Da.i.su.ki.
15. Uchida no Rock'n'Roll
16. ハートブレイク スナイパー
17. 楽園